# Gare de Saint-Gildas-des-Bois
La gare de Saint-Gildas-des-Bois est une gare ferroviaire française de la ligne de Savenay à Landerneau, située sur le territoire de la commune de Saint-Gildas-des-Bois, dans le département de la Loire-Atlantique en région Pays de la Loire.
La station est mise en service en 1862 par la Compagnie du chemin de fer de Paris à Orléans (PO).
C'est une halte voyageurs de la Société nationale des chemins de fer français (SNCF), desservie par des trains TER Pays de la Loire.

## Situation ferroviaire
Établie à 17 mètres d'altitude, la gare de Saint-Gildas-des-Bois est située au point kilométrique (PK) 494,209 de la ligne de Savenay à Landerneau, entre les gares de Drefféac et de Sévérac.

## Histoire

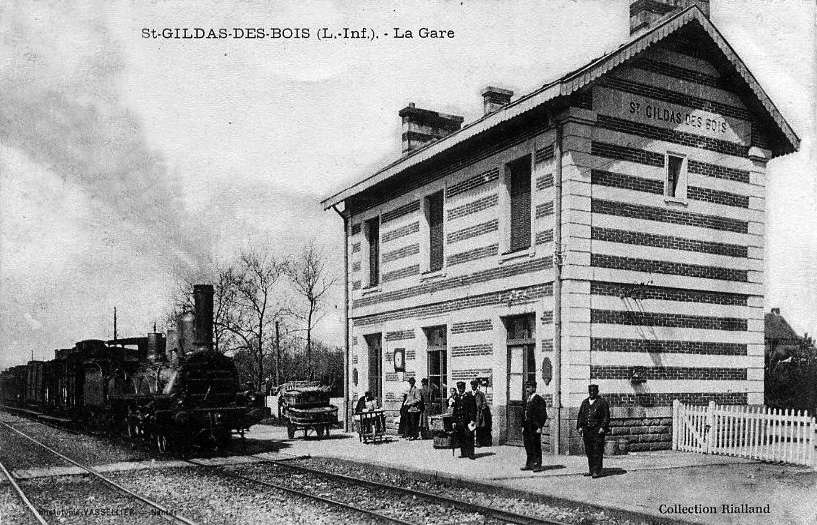
La gare vers 1900.

La station de Saint-Gildas-des-Bois est mise en service le 21 septembre 1862 par la Compagnie du chemin de fer de Paris à Orléans (PO) lorsqu'elle inaugure et ouvre à l'exploitation la section de Savenay à Lorient, via Redon. La commune compte alors 2 132 habitants.
En 1874 et 1875, les installations sont agrandies et améliorées pour le service des marchandises avec l'ajout d'une seconde voie de débord, d'un pont à bascule et d'un quai de chargement, auquel s'ajoute l'empierrement de la cour dédiée.
Pendant la Seconde Guerre mondiale, Saint-Gildas-des-Bois se retrouve située dans la poche de Saint-Nazaire. Le 26 octobre 1944, la gare est le point de départ de l'un des six trains qui évacuent des civils. Le 19 janvier 1945, un nouveau train part de la gare à 10 h 20.

## Service des voyageurs

### Accueil
Halte SNCF, c'est un point d'arrêt non géré (PANG) à accès libre avec un abri sur chaque quai.

### Desserte
Saint-Gildas-des-Bois est desservie par des trains TER Pays de la Loire circulant entre Redon et Nantes,. Au-delà de Redon, certains sont prolongés jusqu'à Rennes, et Quimper,.

### Intermodalité
Un parc pour les vélos et un parking pour les véhicules y sont aménagés.

Installations
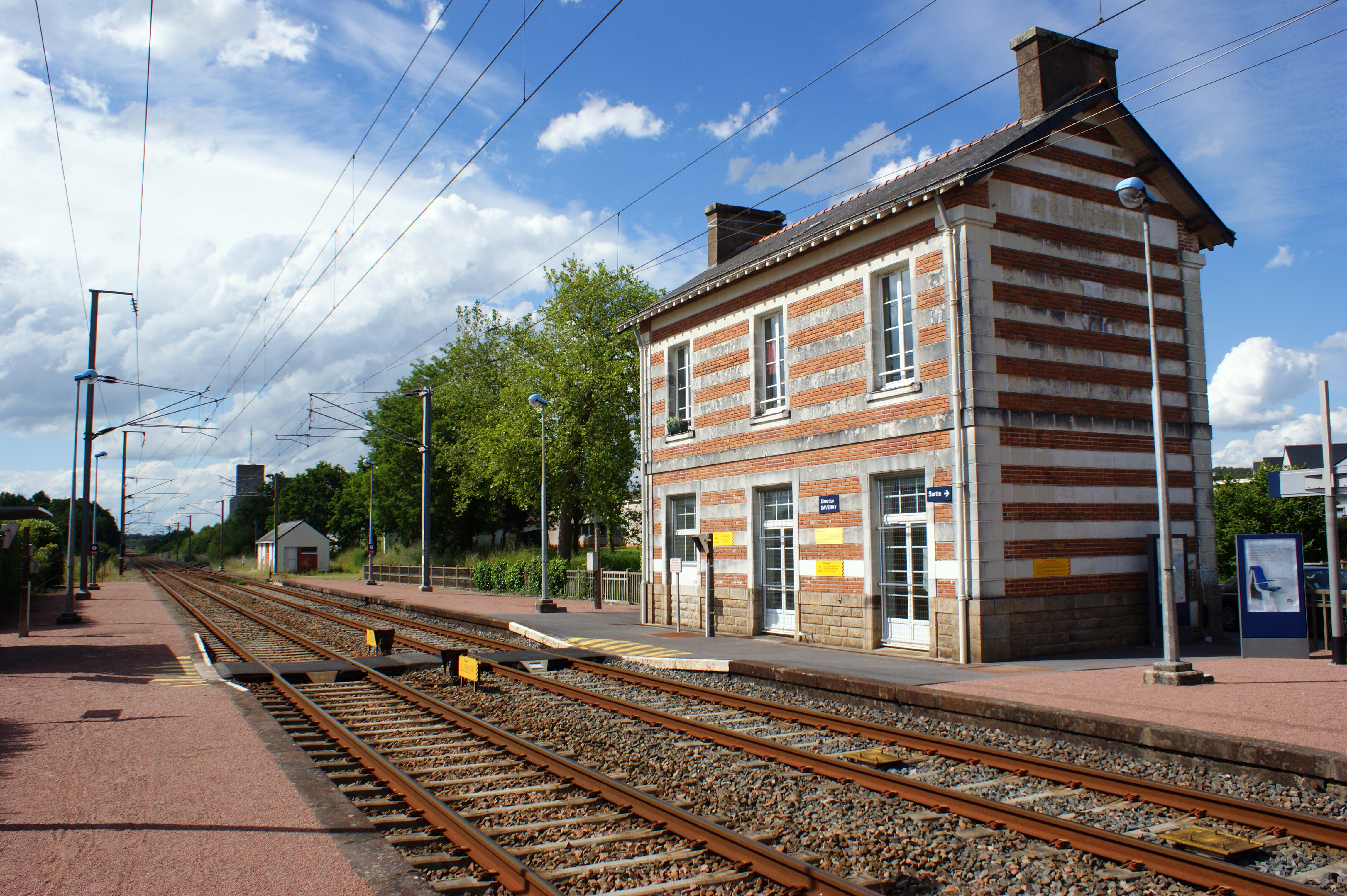
Intérieur de la gare.
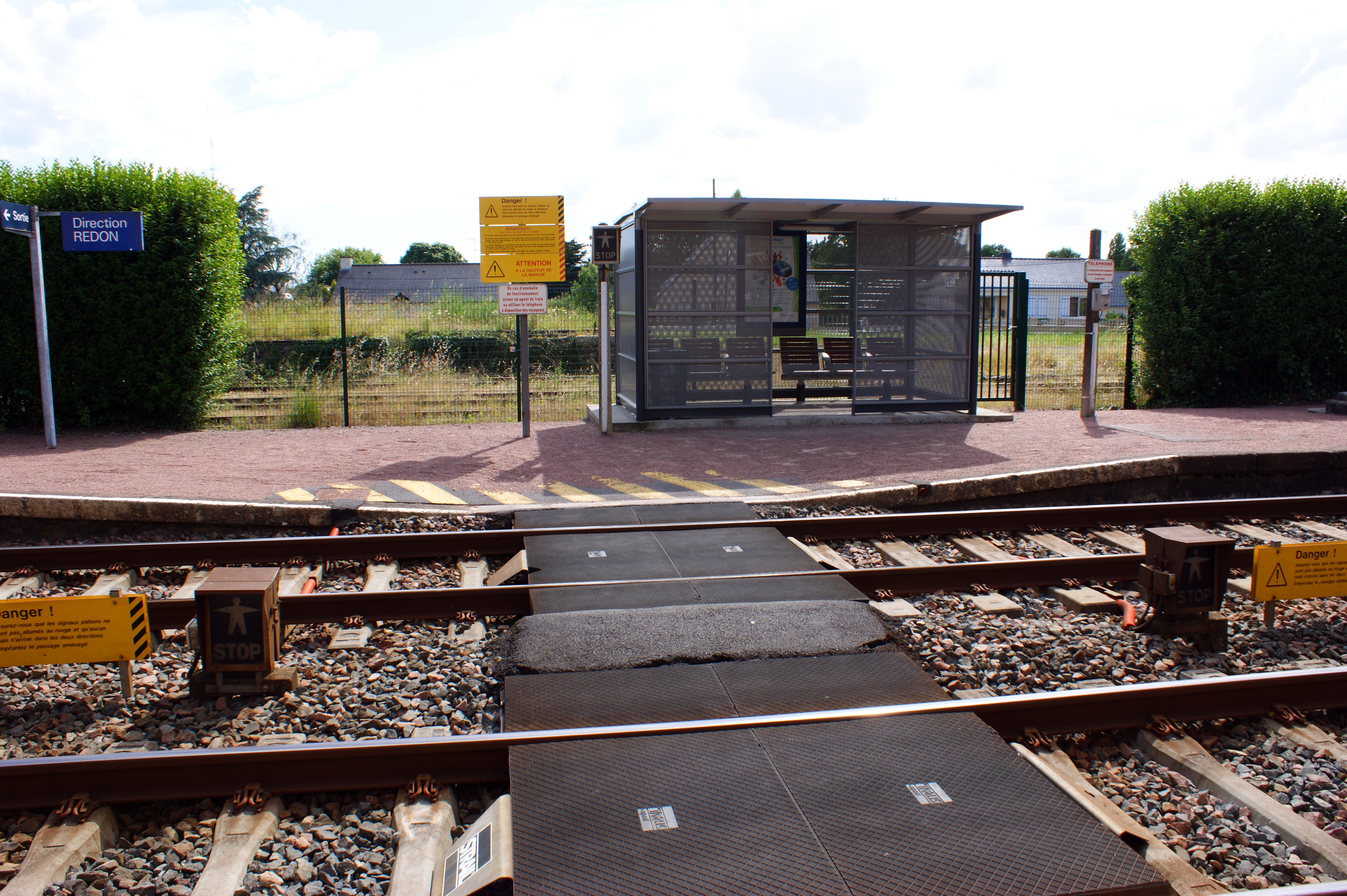
Passage planchéié et abri de quai.
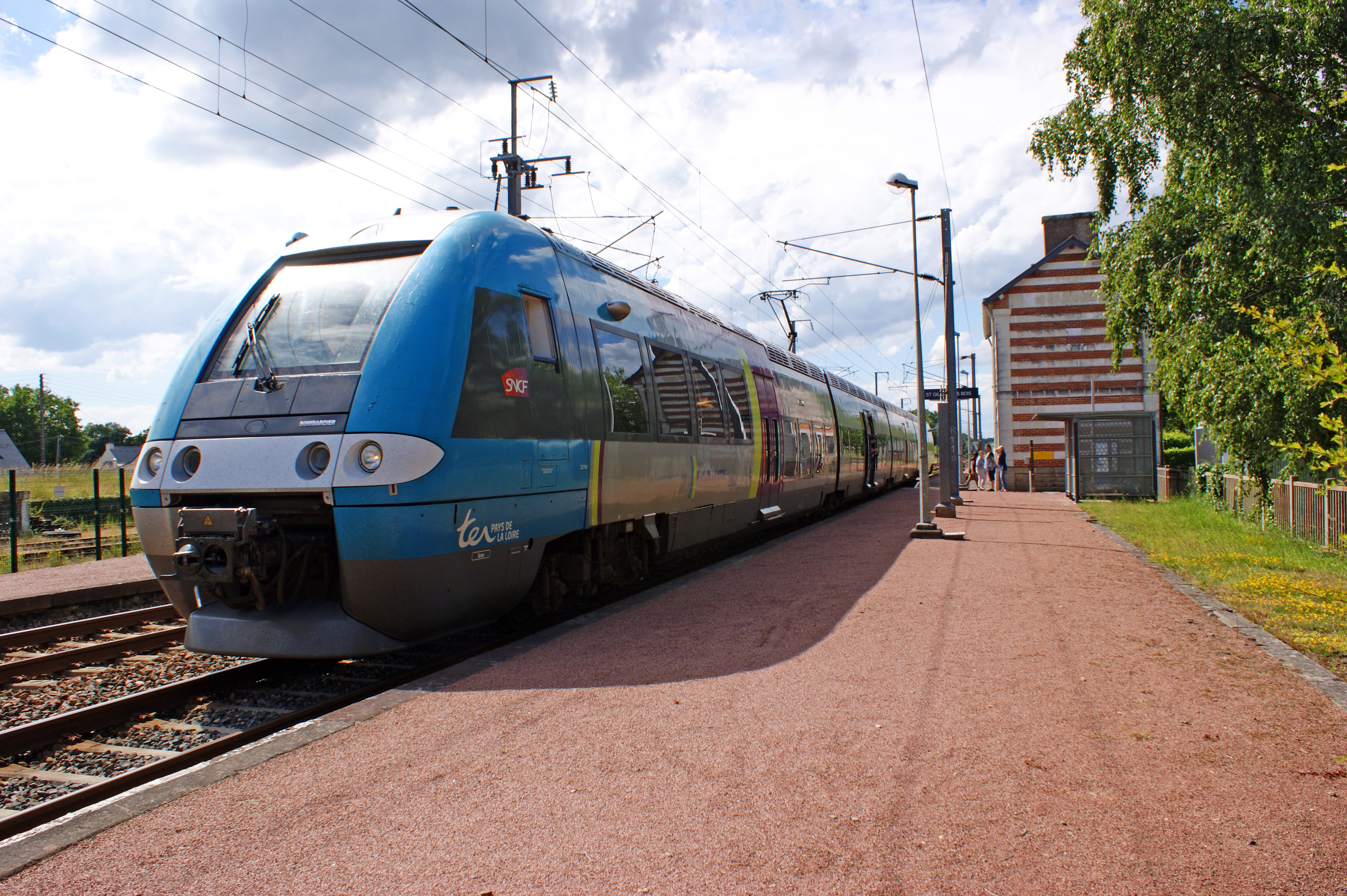
Desserte par un TER Pays-de-la-Loire

## Patrimoine ferroviaire
L'ancien bâtiment voyageurs, mis en service en 1862 par la Compagnie du PO, n'est plus utilisé pour le service ferroviaire. En 2013, il est utilisé comme local pour les jeunes de la commune.